# Nicolae Negrilă
Nicolae Negrilă (Gighera, 23 luglio 1954) è un ex calciatore rumeno, di ruolo difensore.

## Palmarès
- Campionato rumeno: 3

Universitatea Craiova: 1973-1974, 1979-1980, 1980-1981
- Coppa di Romania: 4

Universitatea Craiova: 1976-1977, 1977-1978, 1980-1981, 1982-1983